# José Joaquín Arazuri
José Joaquín Arazuri Díez (Pamplona, 1 de diciembre de 1918- Pamplona, 6 de noviembre de 2000) fue médico e historiador local español.

## Biografía
José Joaquín nació el 1 de diciembre de 1918, en la ciudad navarra de Pamplona, España.
Estudió la carrera de medicina en la Universidad de Zaragoza finalizando en 1944, se especializó en pediatría en 1947 y ejerció de médico puericultor. Pasó su vida como pediatra en Pamplona, pero saltó a la fama con sus obras sobre la historia de Pamplona, logrando un archivo de 7000 fotografías antiguas. Fruto de este trabajo fueron los libros Pamplona calles y barrios, Pamplona antaño, Pamplona estreno siglo y Pamplona Belle Époque. Sin dejar de lado la corrección científica, una de sus preocupaciones fue difundir los resultados de su trabajo al público en un estilo ligero y ameno. En 1992, el Ayuntamiento de Pamplona le concedió la Medalla de Oro de la ciudad en reconocimiento a su labor.
Su primer ensayo con el título "Archivo iluminado. La cuesta de la Estación" fue publicado en marzo de 1961 en la revista Pregón. Fue amigo personal del jefe militar Sabino Videgain militar de la guerra del Rif.

## Publicaciones
- Artículos diversos en la revista Pregón.
- En la Revista Príncipe de Viana en 1962 el artículo "Pamplona hace noventa años".
- Pamplona antaño ilustrado cpn 93 fotografías, en  1965, por el que recibió el Premio Olave.
- Pamplona estrena siglo, en 1971
- El Municipio pamplonés en tiempos de Felipe II en 1973.
- Pamplona belle époque en 1974.
- En la Revista Príncipe de Viana: "La peste en Pamplona en tiempos de Felipe II", "Viejas rúas pamplonesas" y "Calles pamplonesas"
- Pamplona. Calles y barrios tres tomos editados entre 1979 y 1980. Con 1.168 fotografías antiguas de sus calles.
- Calles pamplonesas en 1979.
- Historia de los Sanfermines,  1983-1993.
- Historias, fotos y "joyas" de Pamplona en 1995.

## Homenajes
- Recibió el "Gallico de oro" en 1988 por parte de la Sociedad Napardi.
- El Ayuntamiento de Pamplona en 1992 le da la Medalla de Oro de la ciudad.
- En Pamplona desde junio de 2001 existe un paseo con su nombre.
- Ese mismo año 2001 el Colegio de Médicos de Pamplona realiza una exposición con 50 fotografías sleccionadas del archivo familiar sobre motivos sanitarios.
- En julio de 2003 se inauguró un monumento en su honor en el paseo que lleva su nombre, obra del escultor Rafael Huerta.[2]